# アウルス・ホスティリウス・マンキヌス
アウルス・ホスティリウス・マンキヌス（Aulus Hostilius Mancinus、生没年不詳）は、紀元前2世紀初頭の共和政ローマの政治家・軍人。紀元前170年に執政官（コンスル）を務めた。

## 出自
マンキヌスはプレブス（平民）であるホスティリウス氏族の出身。この氏族は紀元前2世紀になって高位官職の人物を出すようになり、マンキヌスは氏族初の執政官である。カピトリヌスのファスティによれば、マンキヌスの父のプラエノーメン（第一名、個人名）はルキウス、祖父はアウルスである。現代の研究者は、父ルキウスは第二次ポエニ戦争の紀元前217年、独裁官クィントゥス・ファビウス・マクシムスの下でアウクシリア（同盟軍）騎兵を指揮して戦い、カンパニアで戦死した人物と考えている。マンキヌスにはルキウスと言う名前の兄がおり、その息子が紀元前145年の執政官ルキウス・ホスティリウス・マンキヌスで、カルタゴ征服者の一人である。

## 経歴
マンキヌスが最初に登場するのは、紀元前180年のことで、この年にプラエトル（法務官）に就任した。そして最も位が高いとされる首都担当法務官（プラエトル・ウルバヌス）を務めた。10年後の紀元前170年、マンキヌスは執政官に就任する。同僚はプレブスのアウルス・アティリウス・セッラヌスで、3年連続して両執政官ともプレブスが務めることとなった。
この年は第三次マケドニア戦争の最中であり、マンキヌスはテッサリアで軍を受け取ることとなっていた。この軍は前年にプブリウス・リキニウス・クラッススが指揮していたが、マケドニア王ペルセウスに敗北していた。軍に合流する前に、エピロスの姦計のため、マンキヌスはあやうく敵軍の手に落ちるところであった。紀元前170年の作戦に関しては、ティトゥス・リウィウスのローマ建国史の該当部分が欠落しているため、詳しいことは分からない。ただマンキヌスはペルガモンから支援を受けたものの、ギリシアに於けるローマ勢力の防御と強化以上のことはできなかった。このため戦果を上げることなく、マンキヌスは軍をテッサリアで冬営させた。紀元前169年の春、パレファルサルの近くで、マンキヌスは新たな執政官クィントゥス・マルキウス・ピリップスに軍の指揮を委譲した。古代の歴史家は、マンキヌスが低下していた軍の規律の強化に成功したと述べている。その後マンキヌスはプロコンスル（前執政官）としてピリップスと「完全に協力して」作戦を進めたが、それでもその年の間に勝利をおさめることはできなかった。
紀元前169年以降、マンキヌスに関する資料はない。

## 子孫
マンキヌスには二人の息子がいた。紀元前151年に上級按察官（アエディリス・クルリス）、紀元前149年にビテュニアへ大使として派遣されたアウルスと、紀元前137年の執政官でヌマンティア戦争の敗北で悪名高いガイウス・ホスティリウス・マンキヌスである。

## 参考資料

### 古代の資料
- カピトリヌスのファスティ
- ティトゥス・リウィウス『ローマ建国史』
- ポリュビオス『歴史』

### 研究書
- Broughton R. Magistrates of the Roman Republic. - New York, 1951. - Vol. I. - P. 600.
- Münzer F. Hostilius // Paulys Realencyclopädie der classischen Altertumswissenschaft . - 1913. - Bd. VIII 2. - Kol. 2501.
- Münzer F. Hostilius 16 // Paulys Realencyclopädie der classischen Altertumswissenschaft . - 1913. - Bd. VIII 2. - Kol. 2507.
- Münzer F. Hostilius 16ff // Paulys Realencyclopädie der classischen Altertumswissenschaft . - 1913. - Bd. VIII 2. - Kol. 2506-2507.
- Münzer F. Hostilius 19 // Paulys Realencyclopädie der classischen Altertumswissenschaft . - 1913. - Bd. VIII 2. - Kol. 2511-2512.